# 강진 윤복 신도비
강진 윤복 신도비(康津 尹復 神道碑)는 대한민국 전라남도 강진군 도암면 용흥리에 있는 조선시대의 신도비이다. 2002년 4월 19일 전라남도의 기념물 제203호로 지정되었다.

## 개요
이 신도비는 조선 중기의 문신인 행당 윤복(1512∼1577) 선생을 기리기 위해 세운 것이다. 윤복은 전남 해남에서 윤효정의 넷째 아들로 태어났으며, 조선 중종 33년(1538) 문과에 급제해 성균관 학유, 전적, 예조정랑, 사헌부 장령, 승정원 좌부승지 등을 지냈고 외직으로는 부안현감, 광주목사, 안동대도호부사 등을 지냈다.
그는 학문이 깊었고 곧은 성품으로 선정을 베풀었으며, 호남사림의 한 축을 형성한 인물로서 관인의 생활사 자료를 기록 『전라도도사시일록(全羅道都事時日錄)』,『은대일록(銀臺日錄)』으로 남기기도 하였다. 특히 안동도호부사로 재임시 퇴계선생과 학문적 교류를 하였다.
행당의 신도비는 원래 1698년경에 세워졌는데 그의 현손인 윤주미(1641∼1698)가 안동에까지 가서 예조판서를 지낸 하계 권유(1633∼1704)에게 비문을 받아왔으며, 전서는 사헌부 대사헌 권규(權珪), 비문은 이조판서를 지낸 오시복이 썼다.
현재의 비문은 원래 비문에 내용을 추기하여 1822년에 다시 세운 것이다. 이때 비문은 행당의 10대손인 윤종겸(1793∼1853)이 쓰고 9대손인 윤규로(1769∼1837)가 전서를 써서 세웠다. 그리고 신도비문 외에 세로 세우게 된 연유과 원 비문 이후의 후손록을 추기하였다. 추기문은 비문 글씨를 쓴 윤종겸이 지었다.
신도비의 내용은 앞부분에 선대와 행당의 행적, 후손에 대해서 기록하고 있다. 비좌에 비신을 세우고 이수를 얹은 일반형의 석비인데, 이수에 새겨진 문양들도 특징적이다. 그리고 원래의 비문은 전면과 후면에 새기고, 추기문은 좌측면과 우측면에 새긴 것도 하나의 특징이다.
행당 윤복 신도비는 인물의 역사성을 확인할 수 있는 역사적 가치가 있고, 건립의 절대연대도 알 수 있을 뿐만 아니라 원래의 비문과 추기되는 과정을 알 수 있어 학술적 가치도 부여할 수 있다. 또한 보존상태도 양호한 편이고 후손들의 분파를 알 수 있어 향토문화사적 가치도 있다.

## 참고 자료
- 강진 윤복 신도비 - 국가유산청 국가유산포털